# ギアオイル

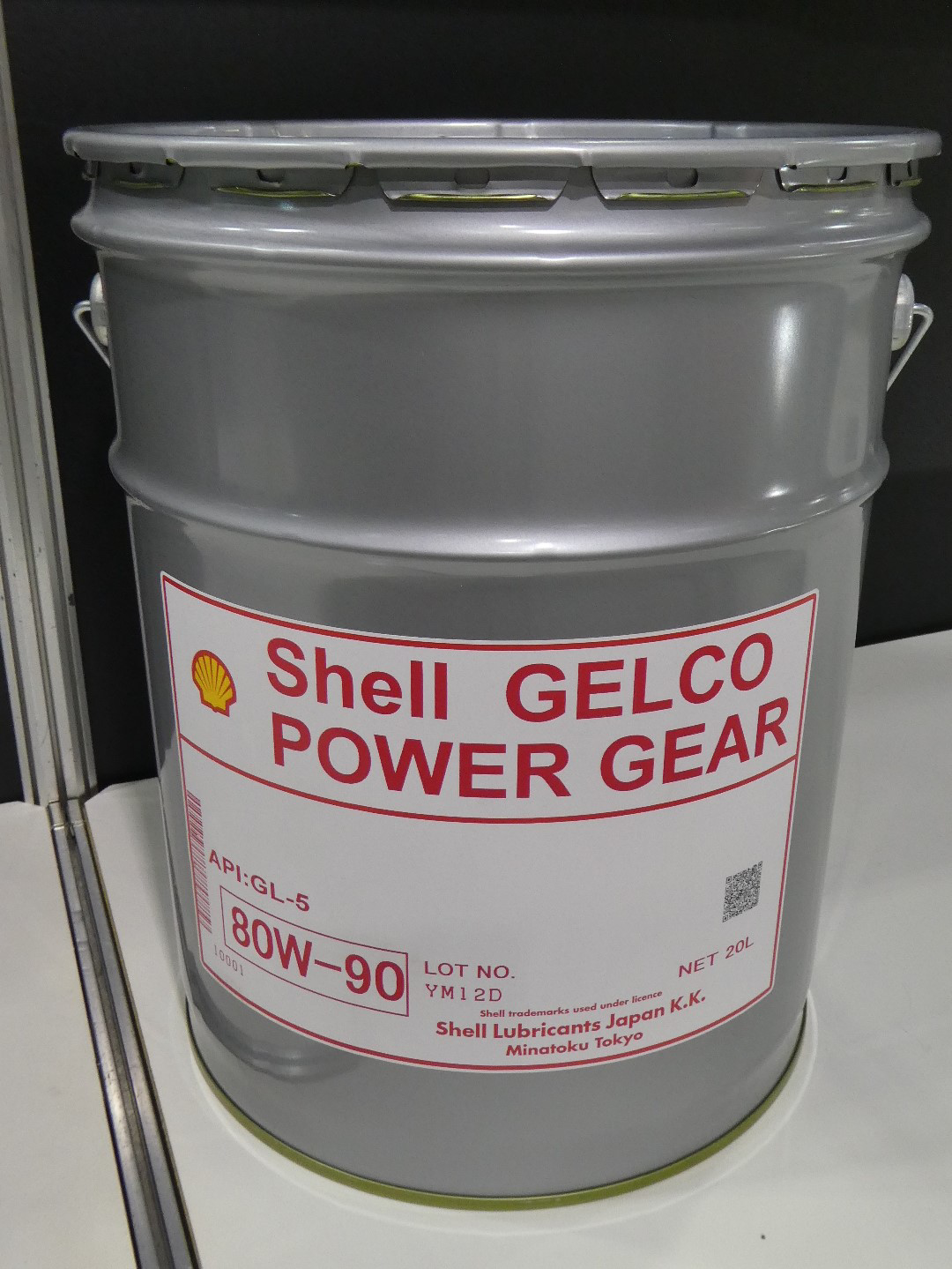
ギアオイル（シェル ルブリカンツ ジャパン、ペール缶入り）

ギアオイル(英: Gear Oil)とは、各種機械や乗り物などに用いる潤滑油のうち、歯車の潤滑を目的としたものの総称である。
潤滑する装置の種類によって異なる性質のものが用いられ、主にマニュアルトランスミッションに用いられるものはミッションオイルやマニュアルトランスミッションフルード（MTF）、デファレンシャルに用いられるものはデフオイルと分けて呼ばれる場合もある。

## 概要
ギアオイルは主原料の基油（英: base oil）に、駆動伝達装置の潤滑に適した特性の油添加剤を加えた製品である。基油には鉱物油が古くから用いられてきたが、近年では化学合成油を用いる製品もある。添加剤は酸化防止剤や流動点降下剤、極圧剤、摩擦調整剤。防錆剤、消泡剤といったものが加えられるほか、粘度指数向上剤が加えられる場合もある。かつては鉛系添加剤や、マッコウクジラ由来の鯨油などが添加剤として用いられた時期もあったが、環境保護や商業捕鯨の禁止などの影響により、化学的に合成された成分に置き換えられている。
プロペラシャフトから車軸へ動力伝達する際に用いられるハイポイドギアは、歯車の表面に高い接触面圧がかかりながら滑り接触することから、普通のギヤオイルでは油膜切れを起こして焼き付く場合がある。ハイポイドギアに対応したオイルはハイポイドギアオイルとも呼ばれ、極圧添加剤と呼ばれる添加剤が加えられている。極圧添加剤は硫黄や塩素、リンなどを含む化合物で、高温高圧の条件下で歯車表面の金属と化学反応を起こして被膜を形成し、摩耗や焼き付き、融着といった現象を防止する。
ギアオイルを交換する際には、車体や変速機メーカーが指定する粘度、及び後述のGL規格の区分を遵守する事が望ましいとされている。特にリミテッド・スリップ・デファレンシャル（LSD）を装着している場合は、LSDへの対応が明記されている物を使用する事が推奨される。LSDは様々な形式のものが存在するが、それぞれ正常に動作する為の固有の摩擦調整剤を要求するためである。ハイポイドギアオイルやLSDオイルの多くは硫黄を含む添加剤により、腐った卵のような悪臭を発する為、取り扱いの際には適切な保護具の着用が推奨されている。

## オートバイの場合

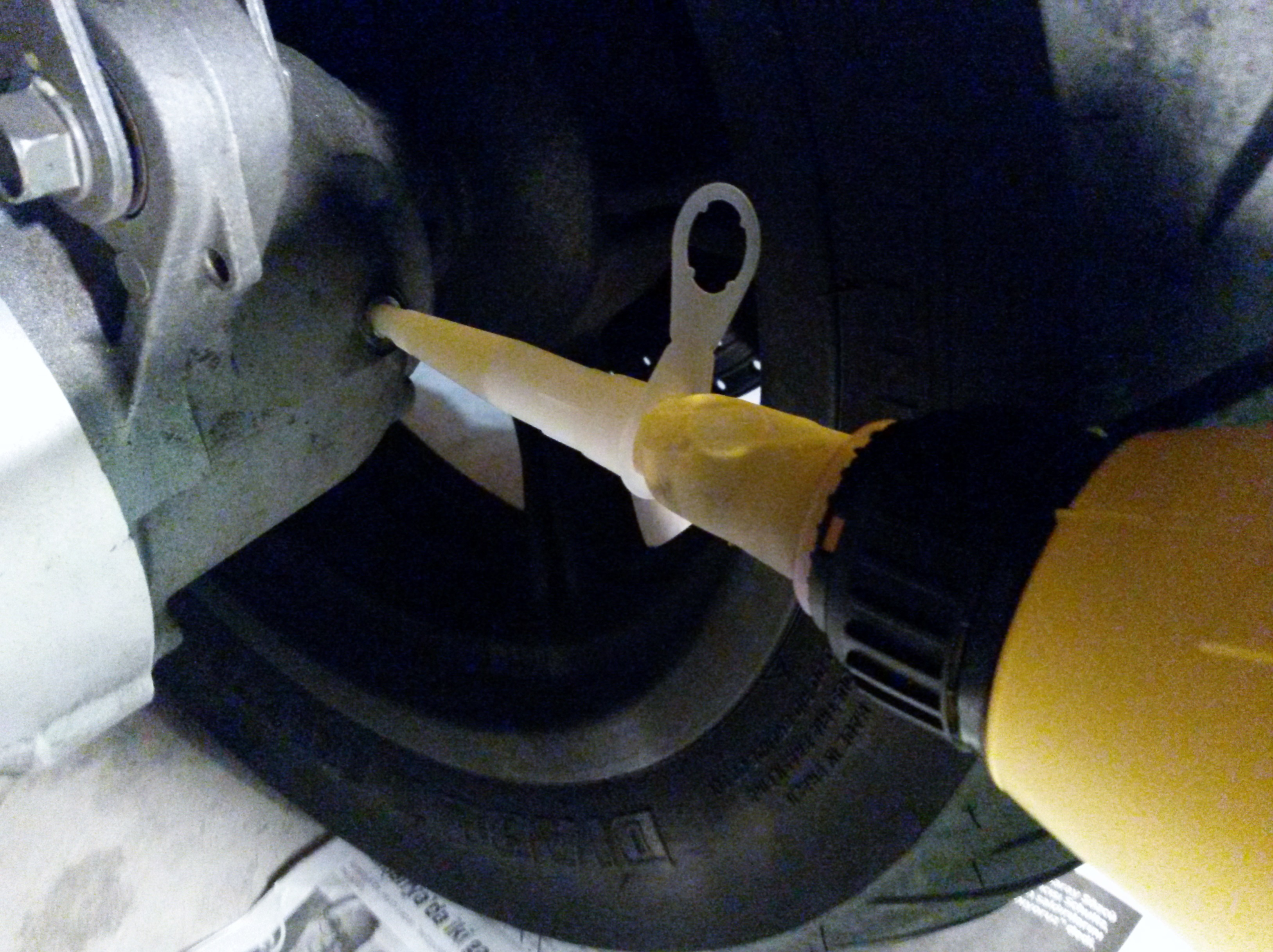
スクーターへのギアオイル注入の様子

今日のオートバイの多くはエンジンと同時にギアボックスを潤滑する方法をとっている車種が一般的で、これらはエンジンオイルで潤滑されている。ただし、湿式クラッチを採用した車種の場合はクラッチ機能を阻害しない機能を有したオートバイ用エンジンオイルが利用される。ギアボックスの潤滑系統が独立している2ストロークエンジンを搭載した車種でも、オートバイ用4ストロークエンジンオイルをギアボックスに使うことをメーカーが指定している車種は多い。
一方、エンジンとギアボックスの潤滑系統が分離している車種ではオートバイ専用のギアオイルを用いることが指定されている場合がある。多くの場合、メーカー純正ギアオイルは粘度指数やGL区分が公開されていない。シャフトドライブを採用した車種や側車に駆動輪を持つサイドカー、あるいはトライクのように独立したギアケースにハイポイドギアを用いる車種の場合には、自動車で用いられるハイポイドギアオイルに準じたギアオイルが用いられる。
また、スクーターのファイナルリダクション（最終減速段）ギアボックス（動力の伝達路としてはチェーンおよびスプロケットに相当）のようにクラッチを機構に内包しない場合であれば、エンジンオイルを使用する場合であっても四輪車用ほどではないものの低摩擦特性のエンジンオイルが純正でも用意されている（無論スクーターのエンジン用であり、スクーター以外の車種に用いるとクラッチが滑る可能性があることには変わりなく、スクーター以外での使用ができない旨の表記がある製品も存在する）。すなわち、スクーターはクラッチの問題がないため適切な粘度であれば四輪車用の低摩擦特性エンジンオイルをエンジンに（エンジンオイル指定であればギアボックスにも）使えるとも言える。

## SAE規格
ギアオイルの粘度の表記はエンジンオイルに用いられるものと類似しているが、その数値が示す実際の粘度領域は異なる。工学的な区分であるISO粘度で比較すると、例えばギアオイルで粘度表記が75W-90のものはエンジンオイルでは10W-40とほぼ同じである。マルチグレードのギアオイルほどこの傾向が顕著となる。これは両者の粘度表記を所管するSAE規格においてエンジンオイルの粘度はSAE J300、ギアオイルの粘度はSAE J306という異なる規定が用いられているためである。

## GL規格
ギアオイルは米国石油協会(en:American Petroleum Institute)によって、GL規格が定められている。GL規格は6等級に区分され、数字が増えるほど添加剤の割合が多く、極圧性が増す。ただし、各等級は必ずしも下位の規格に対する下位互換性を有しておらず、API自身もメーカーの指定等級を遵守する事を強く推奨している。
上位規格の多く含まれる、硫黄などの極圧剤は銅や青銅、真鍮やマンツ合金等の黄色金属(Yellow Metal)に対する強い腐食性を有する為、シンクロメッシュの過度の摩耗促進による劣化を防ぐ意味でも、例えばGL-4指定のシンクロメッシュ式手動変速機にGL-5を入れるなどといった行為は避ける事が望ましいとされている。
API GL-1
軽負荷条件向け。無添加の基油で構成されており、時には抗酸化剤、腐食防止剤、消泡剤などの若干の添加剤が含まれる。GL-1はトラックや農業機械のスパイラルベベルギアやウォームギアを用いたノンシンクロメッシュのトランスミッション向けに設計されている。APIは摩擦調整剤や極圧剤は使用してはならないと特記している。BP社の資料 では、GL-1はレギュラータイプとして区分され、使用条件としては「低荷重、低速のスパーギヤー、ヘリカルギヤー、ウォームギヤー及びベベルギヤーに用いる」とされており、自動車向けの用途としては「自動車の潤滑条件を満足させないため全く用いられない」とされている。ただし、米国ではウィリス・MBやジープ・CJなどの軍用ジープなどの、ハイポイドギアを用いず、銅合金に対する特別な配慮を必要とする初期の四輪駆動車が多数現存している事から、潤滑油メーカーは「青銅製シンクロメッシュに対する安全性の証明」として、2016年現在でもこの規格を明記したギアオイルの販売を継続している。
API GL-2
GL-1では潤滑性が不足する中程度の負荷条件向け。耐摩耗性添加剤が含まれており、ウォームギアを用いたデファレンシャル向けに設計されている。トラクターなどをはじめとする農業機械のトランスミッション潤滑に推奨される。BP社の資料では、GL-2はウォームタイプとして区分され、使用条件としては「速度、荷重のやや過酷な条件下のウォームギヤー及び、その他のギヤー(ハイポイドギヤーを除く)に用いる」とされており、自動車向けの用途としては「自動車の潤滑条件を満足させないため、特殊な場合を除いてほとんど用いられない」とされている。
API GL-3
中程度の負荷条件向け。耐摩耗性添加剤を2.7%含んでいる。ベベルギアやその他の種類のギアで構成されたトラックのトランスミッション向けに使用されるが、ハイポイドギアには使用しないことが推奨される。BP社の資料では、GL-3はマイルドEPタイプとして区分され、使用条件としては「GL-1、GL-2レベルのギヤーオイルに不適当な条件下のギヤーに用いる(ハイポイドギヤーには不適当)」とされており、自動車向けの用途としては「トランスミッション、ステアリングギヤー及び条件の緩やかなディファレンシャルギヤー(ハイポイドを除く)に用いる」とされている。差動装置が存在しない二輪車のギアオイルとして広く用いられるほか、クライスラーや三菱自動車工業などの四輪車のトランスミッションオイルとして純正指定されることがある。APIは、この規格で用いられる添加剤はハイポイドギアの潤滑を想定しておらず、一部の車軸メーカーではこの規格の代わりにエンジンオイルを指定する場合もあるので、製造元の規格指定には必ず従うよう勧告している。
API GL-4
軽負荷から重負荷まで様々な条件に対応。耐摩耗性添加剤を4.0%含んでおり、ベベルギアやハイポイドギアで構成された軸変位の小さなギアボックスやアクスルユニット向けに設計されている。ヨーロッパではシンクロメッシュのギアボックスに使用する基本的なギアオイルとされているが、アメリカでは後述のMT-1規格の制定後は、同規格では潤滑に適さないトランスミッションやトランスアクスルに使用が推奨される物としており、2016年現在は商業的な表記として依然利用されてはいるが、API自身は新規の認証を行わなくなっている。JXエネルギーが発行する「石油便覧」においては、APIでは2016年現在GL-5規格以外の規格試験が実施できないため、GL-4はGL-5の添加剤配合量を減らしたものを処方するとされている。本田技研やゼネラルモーターズなどでは自社のシンクロメッシュ式トランスミッションの為に、GL-4規格の潤滑性能を満たしつつ、硫黄系極圧剤などを極力省いた専用のギアオイルを開発している。
BP社の資料では、GL-4はマルチパーパスタイプとして区分され、使用条件としては「ハイポイドギヤー及びきわめて過酷な条件下のギヤーに用いる。高速低トルク、低速高トルクに耐える」とされており、自動車向けの用途としては「ディファレンシャルギヤー、トランスミッション及びステアリングギヤーに用いる」とされている。
API GL-5
過酷な負荷条件向け。耐摩耗性添加剤を6.5%含んでおり、ハイポイドギアのために設計されたギアオイルである。BP社の資料では、GL-5はマルチパーパスタイプとして区分され、使用条件としては「GL-4よりも過酷な条件下のハイポイドギヤーに用いる。高速低トルク、低速高トルク、高速衝撃荷重に耐える」とされており、自動車向けの用途としては「特に過酷な条件のディファレンシャルギヤーに用いる」とされている。近年ではGL-5単独では対応できない潤滑要件や成分の指定の為に、SAE J2360がギアオイルの規格に新たに加わっている。SAE J2360はGL-5の潤滑要件を全て満たした上で、エラストマーを含む組成や、ギアの抗酸化性や清浄性など、GL-5には存在しなかった項目が追加されている。アメリカ軍のMIL規格では、MIL-L-2105D (及び前身のMIL-L-2015C)がGL-5の潤滑要件を満たしている。
API GL-6
極めて過酷な負荷条件向け（高速での摺動及び大きな衝撃荷重がかかる条件下）。耐摩耗性添加剤を10.0%以上含んでおり、ハイポイドギアのために設計されたギアオイルである。今日ではGL-5が十分に厳しい要件を満たしていると考えられているため、GL-6という区分はこれ以上は適用されない。BP社の資料では、GL-6はマルチパーパスタイプとして区分され、使用条件としては「GL-5よりも過酷な条件のハイポイドギヤーに用いる。高速低トルク、低速高トルク、高速衝撃荷重に耐える。FORDの規格ESW-M2C105A(特にオフセットの大きいハイポイドギヤーに使用)を満足するもの」とされており、自動車向けの用途としては「非常に過酷な条件のディファレンシャルギヤーに用いる」とされている。
元々この規格はアメリカ・フォード社のESW-M2C105Aと呼ばれる「特にオフセットの大きいハイポイドギヤ」での使用に耐えることを目的とした特殊規格であり、前輪駆動ではオールズモビル・トロネードがこの規格のギアオイルを要求した。2016年現在はGL-6で想定された極度にオフセットの大きなハイポイドギアの採用が減少し、APIにおけるGL-6の試験装置も廃止された事により、商用利用される機会は減少している。BP社の資料では、GL-6について「分類試験部品の入手不可能のため、この規格は現在廃止。ただし廃止以前にパスした製品は表示可。」としている。

API MT-1
主に米国で使用されるバスや大型トラックで使用されるノンシンクロミッションのために1986年に制定された規格。MT-1規格は従来のGL-4やGL-5で想定されていない熱劣化や部品の摩耗、オイルシールの保護といった潤滑要件が設定されている。しかし、MT-1規格はシンクロメッシュ式トランスミッションやトランスアクスルの潤滑は想定されておらず、エンジンオイルと混合して使用する事も忌避されるべきとされている。MT-1規格の性能仕様は、ASTM D5760にて定義されている。
MIL-PRF-2105E(SAE J2360)
1995年に制定。MIL規格のみに独自に存在する規格で、前身のMIL-L-2105DおよびAPIのMT-1規格の潤滑要件を両方とも満たした物である。MIL-L-2105Dでの化学的/物理的性質要件やフィールドテストなどの条件が維持された上で、MT-1規格の熱耐久試験や厳格なオイルシール適合性をクリアするという非常に厳しい性能要求が課されている。MIL-PRF-2105Eは後にSAE J2360としてSAE規格にも定義され、置き換えられた。
- APIは1995年のSAE技術委員会3において、GL-1、GL-2、GL-3およびGL-6の4規格について、例え市場で販売が継続されているとしても、規格としては「非アクティブ」なものである事を宣言した。ASTMもテストに必要な機材が入手できない事を理由に、前述の4規格の認証試験が行えず、これらの規格に関連した性能試験を維持する計画がない事を明言している[16]。